# Tour della nazionale maschile di rugby a 15 dell'Australia 1993
Nel 1993, l'Australia, campione del mondo in carica si reca in tour in Nord America ed in Europa.
Il primo match, giocato contro gli Stati Uniti non ebbe validità ufficiale e venne giocato in un clima torrido (40 °C). Il match successivo fu una facile vittoria contro il Canada "A" e quindi seguì una facile vittoria contro la prima squadra Canadese dove David Campese realizzò 3 mete (arrivando a 57 in 79 match).
Il tour si spostò in Francia, dove oltre ad una serie di incontri con le selezioni regionali, l'Australia pareggerà la serie con la Francia (una vittoria a testa)

## Risultati
| Arbitro: | David Bishop |

|                         |      |                 |
| 27’ Hueber              | mt   | 15’ Gavin       |
| 27’ Lacroix             | tr   | 15’ Lynagh      |
| 69’ Lacroix             | c.p. | 19’, 41’ Lynagh |
| 12’ Penaud 30’ Sadourny | drop |                 |

| Arbitro: | David Bishop |

|             |      |                           |
|             | mt   | 36’ Roebuck 70’ Gavin     |
|             | tr   | 36’ Roebuck               |
| 39’ Lacroix | c.p. | 4’, 10’, 49’, 67’ Roebuck |

| Arbitro: | George Gadjovich |

| |            | |
| Schurfield | mt         | Howard, Lea Tabua Tamanivalu Wilson |
| O'Brien | tr         | Lynagh 3 |
| O'Brien 5 | c.p.       | |
| 15.Maika Sika, 14.Gary Hein, 13.Ed Schram, 12.Mark Scharrenberg, 11.Rich Schurfield, 10.Chris O'Brien, 7.Jay Wilkerson, 6.Chris Campbell, 5.Rob Randell, 4.Kevin Swords (c), 3.Don James, 2.Tom Billups, 1.Chris Lippert, 9.Andre Bachelet - Sostituti: Steve Hiatt | Formazioni | 15.Matt Burke, 14.Barry Lea, 13.Jason Little, 12.Pat Howard, 11.Damian Smith, 10.Michael Lynagh (c), 9.Peter Slattery, 8.Fili Finau, 7.David Wilson, 6.Ilie Tabua Tamanivalu, 5.Warwick Waugh, 4.Rod McCall, 3.Ewen McKenzie, 2.David Nucifora, 1.Tony Daly |

| Arbitro: | P.Higgens |

|           |      |                                    |
|           | mt   | Murdock, Morgan Smith, Lea Roebuck |
|           | tr   | Roebuck 2                          |
| Mc Kinnon | c.p. |                                    |

| Arbitro: | Derek Bevan |

|                  |      |                              |
| Jackart, Kennedy | mt   | Campese 3, Daly Horan, Smith |
|                  | tr   | Lynagh 2                     |
| Graf 2           | c.p. | Lynagh 3                     |

| Arbitro: | Alan Spreadbury |

|           |      |                        |
|           | mt   | Murdoch, Little, Brown |
|           | tr   | Roebuck 3              |
| Prosper 5 | c.p. | Roebuck 3              |

| Arbitro: | M.Darroque |

|            |      |          |
| Bourdet    | mt   | Horan    |
| Montlaur   | tr   |          |
| Montlaur 4 | c.p. | Lynagh 5 |

| Arbitro: | Joel Dumè |

|                      |      |                        |
| Laurent, Lieèvremont | mt   | Morgan2, Burke Murdock |
| Lescure              | tr   | Lynagh 3               |
| Lescure 2            | c.p. | Lynagh 3               |

| Arbitro: | K.McKartney |

|               |      |           |
| Gomez, Lafond | mt   | Lea 2     |
| Aucagne 2     | tr   | Roebuck   |
| Aucagne       | c.p. | Roebuck 4 |

| Arbitro: | David Bishop |

| |            | |
| Hueber | mt         | Gavin |
| Lacroix | tr         | Lynagh |
| Lacroix | c.p.       | Lynagh 2 |
| Penaud, Sadourny | drop       | |
| 15.Jean-Luc Sadourny, 14.Philippe Bernat-Salles, 13.Philippe Sella, 12.Thierry Lacroix, 11.Philippe Saint-André, 10.Alain Penaud, 9.Aubin Hueber, 8.Marc Cécillon, 7.Abdelatif Benazzi, 6.Philippe Benetton, 5.Olivier Roumat (c), 4.Olivier Merle, 3.Laurent Seigne, 2.Jean-Michel Gonzalez, 1.Louis Armary - Non entrati : Olivier Campan, Pierre Montlaur, Fabien Galthié, Xavier Blond, Stephane Graou, Leon Loppy | Formazioni | 15.Matt Burke, 14.David Campese, 13.Jason Little, 12.Tim Horan, 11.Alistair Murdoch, 10.Michael Lynagh (c), 9.Peter Slattery, 8.Tim Gavin, 7.David Wilson, 6.Ilie Tabua Tamanivalu, 5.Garrick Morgan, 4.Rod McCall, 3.Ewen McKenzie, 2.Phil Kearns, 1.Tony Daly - Sostituti: Mike Brial - Non entrati : Damian Smith, Mark Catchpole, David Nucifora, Tim Kava, Marty Roebuck |

| Arbitro: | JR Barrabes |

|                   |      |            |
| Escalle, Marfaing | mt   |            |
| Merceron          | tr   |            |
| Merceron 3        | c.p. | Rouebuck 5 |

| Arbitro: | S. Hildich |

|                      |      |                       |
| Saint-André Dal Maso | mt   | Lea Catchpole Campese |
| Charvet (2)          | tr   | Roebuck (2)           |
| Charvet (4)          | c.p. | Roebuck (8)           |